# Academy of Visual Arts

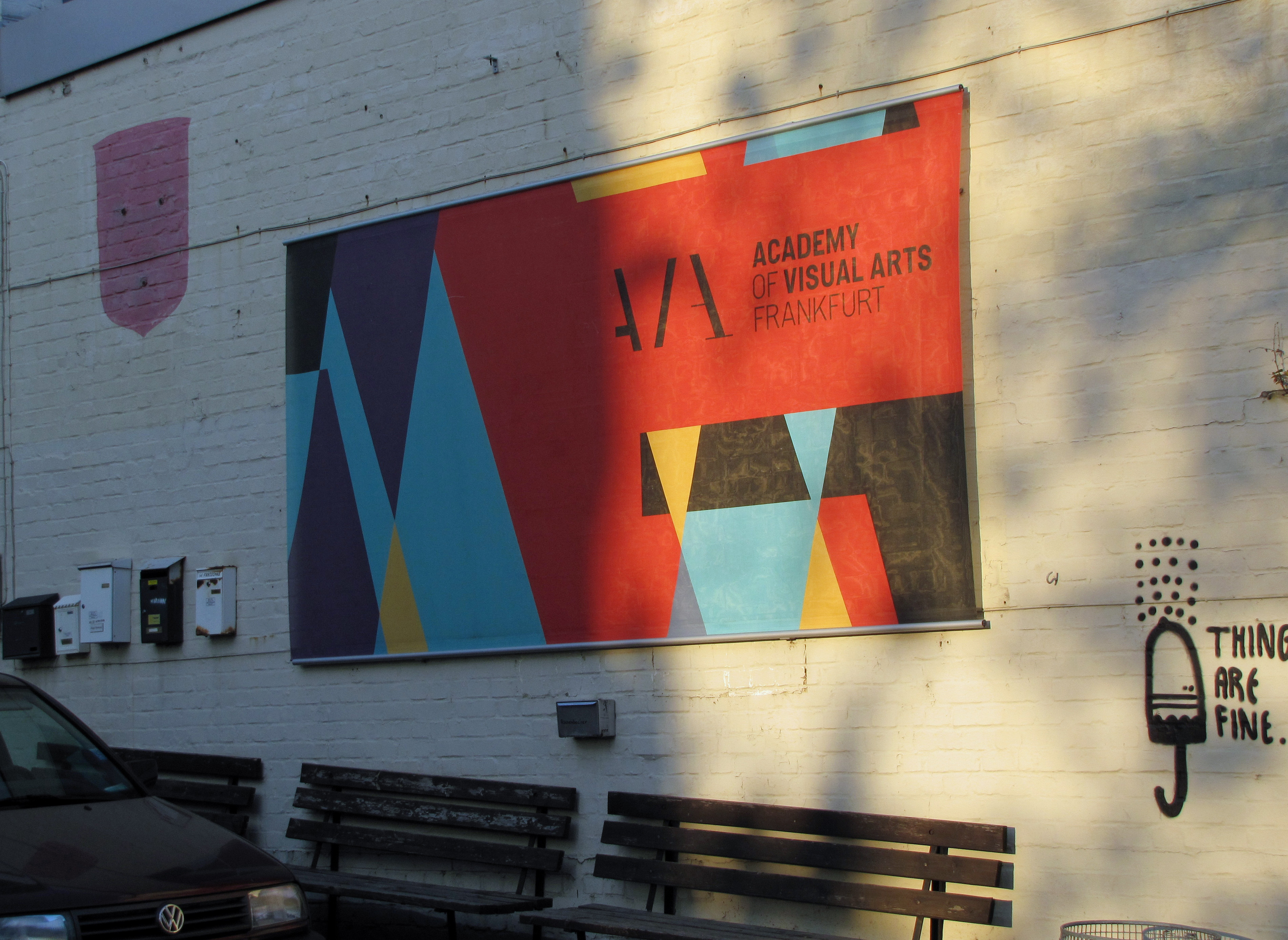
AVA im Ostend

Die Academy of Visual Arts (AVA) ist eine Bildungseinrichtung in Frankfurt am Main. Die private Berufsfachschule hat ca. 150 Schüler und 30 Mitarbeiter, davon 27 Lehrende. Die AVA ist eine staatlich anerkannte Ersatzschule im Sinne des § 176 des Hessischen Schulgesetzes.

## Ausbildung
Die AVA bietet eine vierjährige, staatlich anerkannte Ausbildung an. Ausbildungsschwerpunkte sind Grafikdesign, Illustration, Typographie, Raumgestaltung und Philosophie. Auf Basis der spezifisch entwickelten Methodik der »narrativen Integration« lernen die Schüler die Reflexion über soziologische, psychologische und philosophische Prozesse und die Hinterfragung eigener Positionen und Lebenswirklichkeiten. Didaktisches Ziel ist die Herausbildung von kommunikativ orientierten Gestaltern, die sich über die Vermittlung und Ausprägung von wissenschaftlichen, technischen und gestalterischen Fähigkeiten als eigenständige »Autoren« in Kommunikationsprozessen begreifen.
Der bilinguale Studiengang schließt mit einem staatlichen Examen ab.

## Geschichte
Der Maler und Grafiker Carlo Ruppert (1907–1997) gründete 1957 die Kunstschule Westend, welche dann später Academy of Visual Arts wurde. Vorbild war die Frankfurter Akademie, eine nach dem Vorbild des Bauhauses ausgerichtete Bildungseinrichtung.

## Wirkung nach außen
Durch öffentliche Vorlesungen, Publikationen und Projekte leistet die AVA Academy of Visual Arts / Frankfurter Akademie einen Beitrag zur Vielfalt des Kulturangebots in Frankfurt am Main.

## Lage
Die AVA befindet sich im Frankfurter Osten in der Nähe des Ostparks in der Ostparkstraße 47–49.